# 清須市立西枇杷島中学校
清須市立西枇杷島中学校（きよすしりつにしびわじまちゅうがっこう）は、愛知県清須市にある市立中学校。愛称は「西枇中」。

## 位置
清須市西枇杷島町の南部に位置する。

## 歴史
- 1947年（昭和22年） 西枇杷島小学校に併置。
- 1948年（昭和23年） 現在の場所に移転。当時は「西枇杷島町立西枇杷島中学校」として開校した。
- 2000年（平成12年） 東海豪雨で校舎1階が水没。
- 2025年（令和7年）ごろに制服がブレザーに変更予定。

## 合言葉
合言葉は毎年変わる。
- 2008年度は…「真・剣・味　そして思いやりが、西枇中の風」
- 2009年度は…「真・愛・心」
- 2010年度は…「真・愛・心」と絆
- 2011年度は…「真・愛・心」と自律
- 2013年度は…「五つの気 元気、やる気、本気、根気、和気」
- 2014年度は…「五つの気 元気、やる気、本気、根気、和気の具現化」
- 2021年度は…「『自律』〜さあ、扉を開けよう〜」
- 2022年度は…「『自律』〜確かな一歩を!〜」
- 2023年度は…「『自律』〜自律の花を咲かせよう〜」

## 交通
- きよすあしがるバス「西枇杷島中学校」「枇杷島駅西口」降りてすぐ。
- JR・TKJ枇杷島駅より徒歩5分。
- 名鉄二ツ杁駅より徒歩10分。